# Municipalità locale di Nkonkobe
La municipalità locale di Nkonkobe (in inglese Nkonkobe Local Municipality) è stata una municipalità locale del Sudafrica appartenente alla municipalità distrettuale di Amatole, nella provincia del Capo Orientale.
È stata soppressa nel 2016, quando si è fusa con la municipalità locale di Nxuba per costituire la municipalità locale di Raymond Mhlaba.